# Cercanías Madrid

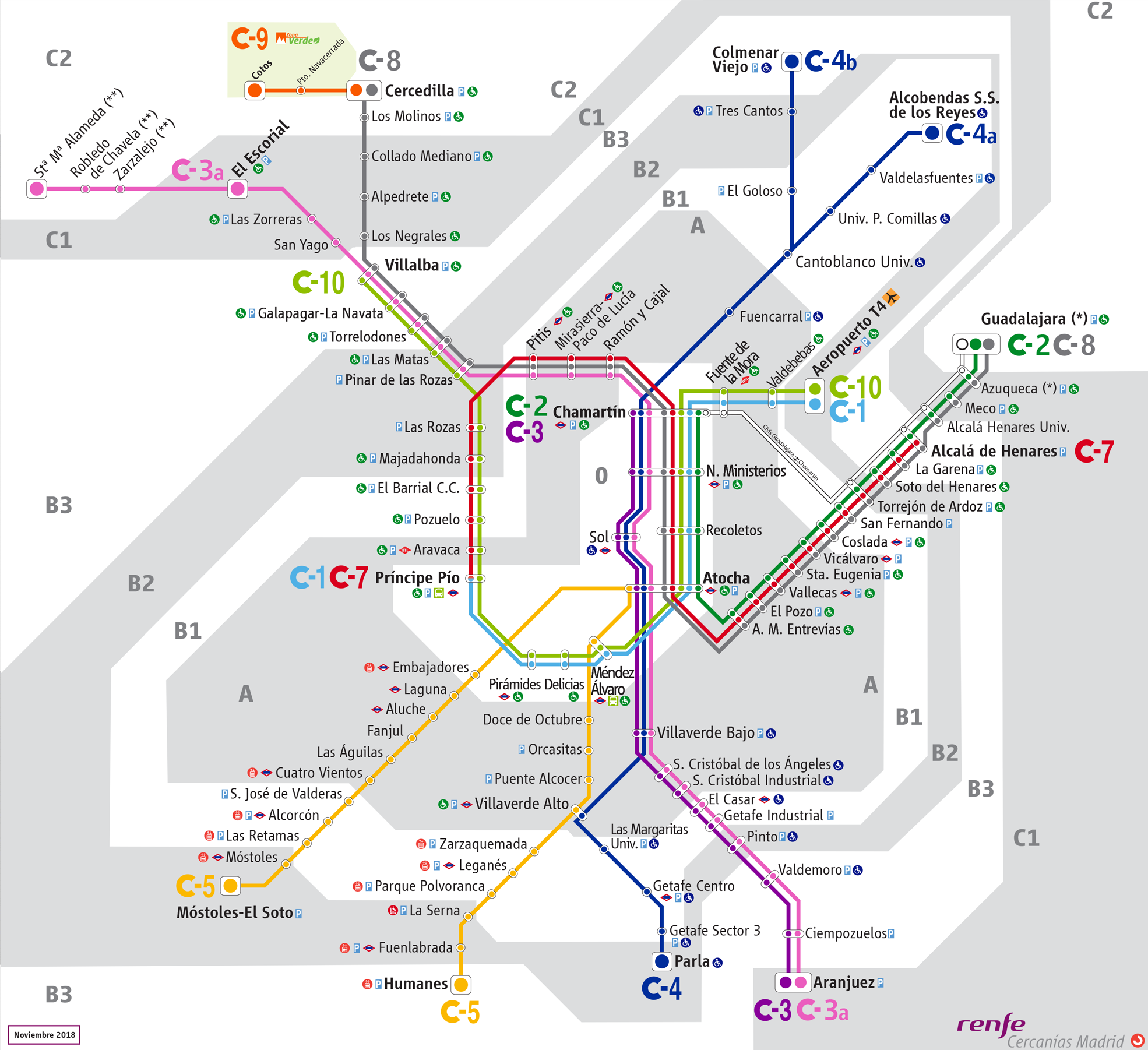
Cercanías-Netz (November 2018)

Cercanías Madrid ist das Vorortbahnnetz der spanischen Hauptstadt Madrid und der umliegenden Städte in der Autonomen Gemeinschaft Madrid. Die Cercanías-Systeme werden von der spanischen Eisenbahngesellschaft Renfe betrieben und entsprechen einer S-Bahn.
Das Streckennetz ist 370 km lang, vollständig elektrifiziert und mit Ausnahme der Linie C-9 mindestens zweigleisig ausgebaut. Die Züge verkehren ab ca. 04:00 Uhr bis Mitternacht. Auf dem zentralen unterirdischen Abschnitt zwischen den Madrider Hauptbahnhöfen Atocha und Chamartín überlagern sich mehrere Linien und bieten so einen Takt von drei bis vier Minuten. Die Züge der Linien C-3 und C-10 halten nicht an allen Stationen. Die mit Abstand am stärksten frequentierte Linie ist die C-5 mit einem Takt von 3,5 Minuten während der Stoßzeit.

## Streckennetz
- C-1: Príncipe Pío – Madrid Atocha – Madrid Chamartín – Flughafen Madrid-Barajas T4
- C-2: Madrid Chamartín – Madrid Atocha – Alcalá de Henares – Guadalajara
- C-3: El Escorial – Madrid Chamartin – Sol – Madrid Atocha – Pinto – Aranjuez
- C-4: Colmenar Viejo / Alcobendas San Sebastián de los Reyes – Madrid Chamartin – Sol – Madrid Atocha – Parla
- C-5: Móstoles – Alcorcón – Madrid Atocha – Leganés – Humanes
- C-7: Príncipe Pío – Pozuelo de Alarcón – Madrid Chamartín – Madrid Atocha – Alcalá de Henares
- C-8: Madrid Atocha – Madrid Chamartín – Villalba – Cercedilla
- C-9: Cercedilla – Cotos
- C-10: Flughafen Madrid-Barajas T4 – Madrid Chamartín – Madrid Atocha – Príncipe Pío – Pozuelo de Alarcón – Villalba

## Fahrzeuge
Auf dem Madrider Cercanías-Netz verkehren derzeit Triebzüge drei verschiedener Baureihen:
Reihe 446

Die Züge der Baureihe 446 wurden seit 1987 gebaut, sind die am meisten verwendeten Züge und werden auf fast allen Linien eingesetzt. Die Höchstgeschwindigkeit beträgt 100 km/h, in einer Dreiwageneinheit können 704 Fahrgäste befördert werden (204 davon auf Sitzplätzen). Üblicherweise werden zwei Einheiten zu einem Sechswagenzug gekuppelt. Die Mittelwagen sind antriebslos, sie tragen jedoch Stromabnehmer und Dachausrüstung.
Reihe 450

Bei der Reihe 450 handelt es sich um Doppelstockwagen, die seit 1990 gebaut werden. In der Anfangszeit verkehrten die zuerst gelieferten Mittel- und Steuerwagen als Wendezüge mit Lokomotiven der Reihe 269.2. Nachdem auch Triebwagen zur Verfügung standen, wurden Züge mit drei (Reihe 451) und sechs Wagen (Reihe 450) gebildet. Die Doppelstockwagen wurden von französischen Wagen abgeleitet. Die Einstiege liegen bei Mittel- und Steuerwagen über den Drehgestellen im Zwischenstock, bei den Triebwagen wurden sie wegen des benötigten Raumes für die Traktionsausrüstung in Richtung Wagenmitte verschoben. Die Wagen sind untereinander mit Schraubenkupplungen verbunden, an den Führerstandsenden sind Scharfenbergkupplungen vorhanden. Die Dreiwageneinheiten der Reihe 451 wurden nach Barcelona abgegeben, In Madrid verkehren nur noch Langzüge mit sechs Wagen. Meistens kommen sie auf den Linien C2, C7, C8 und C10 zum Einsatz. Die Höchstgeschwindigkeit beträgt 140 km/h, ein Sechswagenzug bietet 1840 Fahrgästen Platz (1008 davon auf Sitzplätzen bei einer Sitzplatzteilung von 2+3).
Reihe 465

Die auch als Civia bekannten Züge wurden zwischen 2003 und 2010 gebaut und erreichen eine Höchstgeschwindigkeit von 140 km/h. Sie verkehren derzeit hauptsächlich als fünfteilige Einheiten, wurden jedoch ursprünglich als Reihe 464 mit nur vier Wagenkästen eingesetzt. Sie verkehren gegenwärtig vor allem auf den Linien C-1, C-3, C-4, C-7 und C-10. Die Einheiten sind Gelenkzüge mit Jakobsdrehgestellen. Erstmals gibt es bei den »Civia«-Einheiten einen Mittelwagen mit abgesenktem Wagenboden zwischen den Jakobsdrehgestellen, der in Verbindung mit der üblichen Bahnsteighöhe von 550 mm in spanischen S-Bahn-Netzen einen stufenlosen Einstieg insbesondere für mobilitätseingeschränkte Fahrgäste bietet.

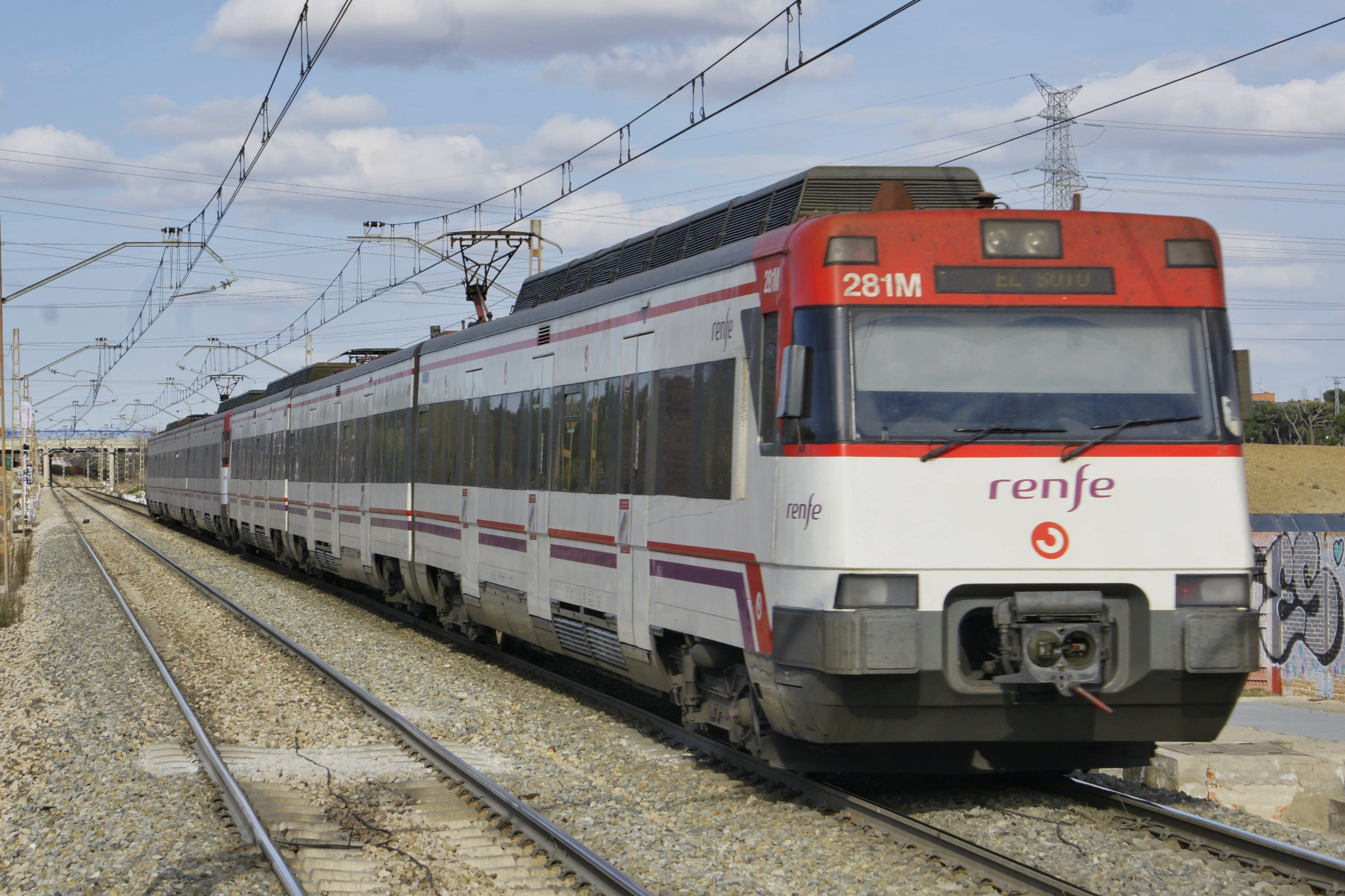
Reihe 446
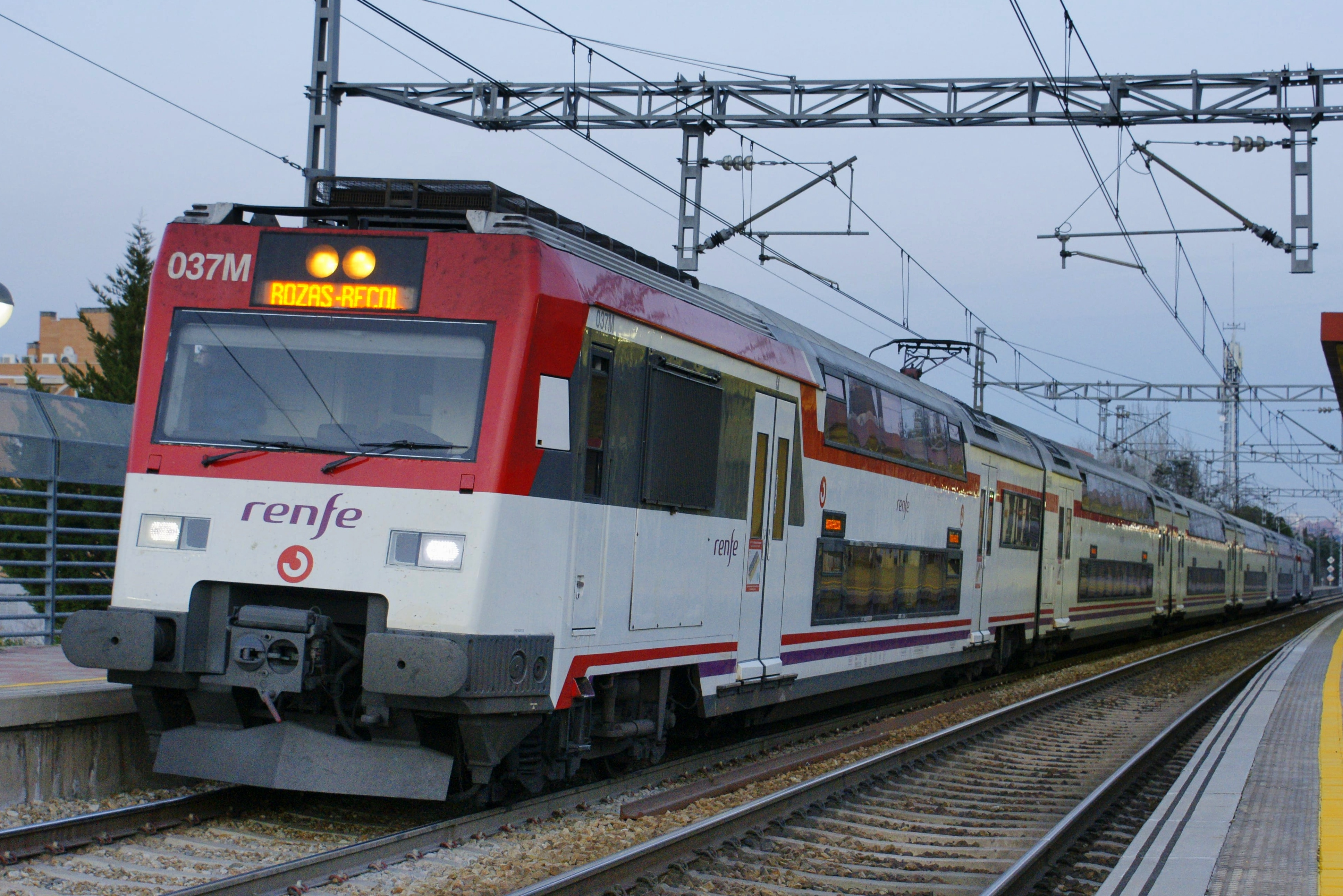
Reihe 450
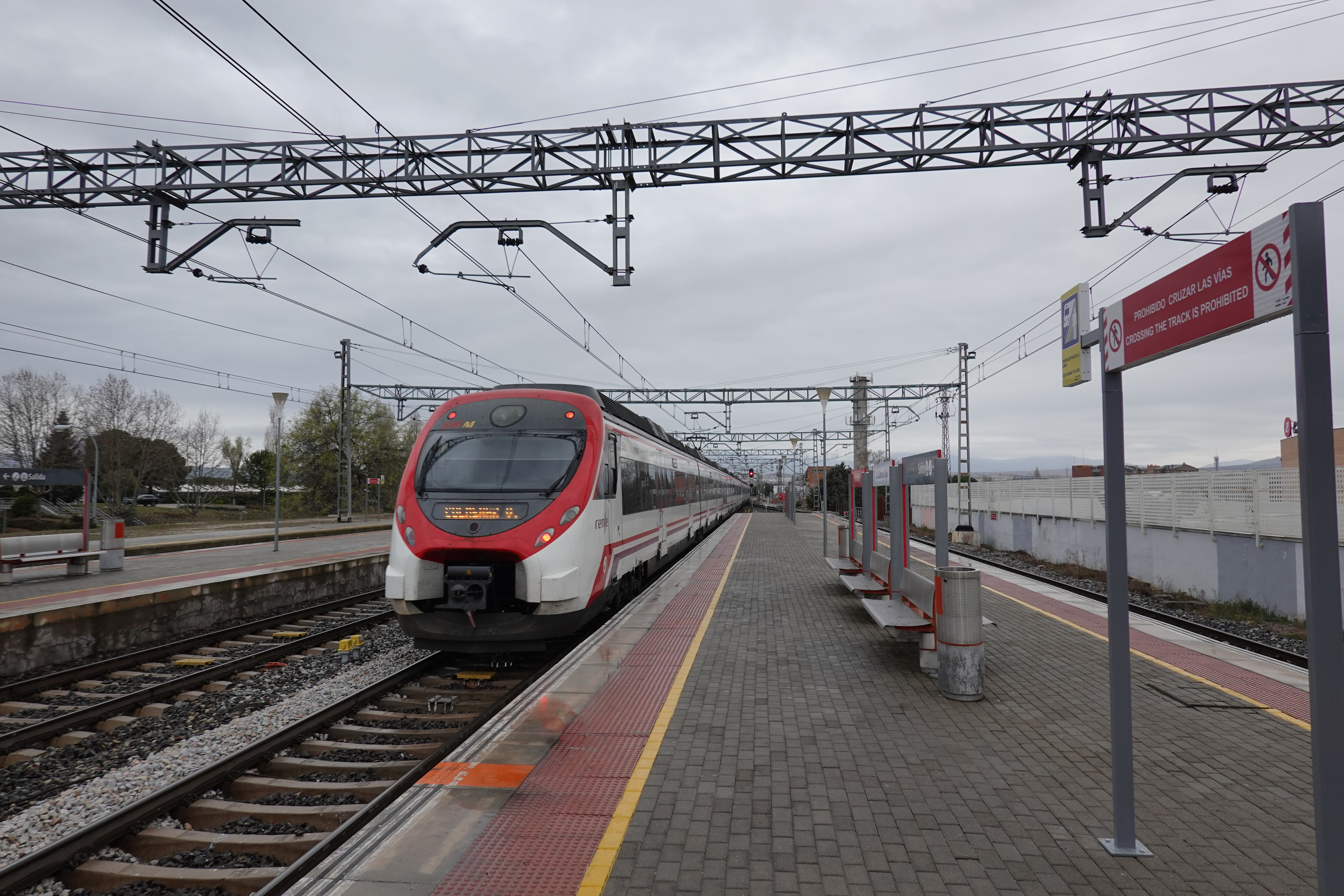
Reihe 465

Bis zum 31. Mai 2018 verkehrten in Madrid zusätzlich zwei Einheiten der Reihe 447, welche den Zügen der Reihe 446 nahezu vollständig entsprechen, jedoch eine Höchstgeschwindigkeit von 120 km/h erreichen und nach einem Umbau im Mittelwagen einen stufenlosen Zugang bieten. Die beiden Einheiten wurden nach Valencia abgegeben.
Im Juli 2020 bestellte Renfe sechs neue Meterspureinheiten, welche auf der Linie C-9, der ehemaligen Ferrocarril Eléctrico del Guadarrama verkehren sollen und die Züge der ehemaligen Baureihe 442 nach einer Grundsanierung der Strecke ersetzen. Die Einheiten der Baureihe 442 verkehrten auf der Meterspurstrecke der Linie C-9. Die Zweiwageneinheiten aus Trieb- und Steuerwagen, die von den Be 4/4 26 und 27 der Lausanne–Echallens–Bercher-Bahn von 1966 abgeleitet wurden, wurden 1976 gebaut und im Mai 2024 ausgemustert.
Im März 2021 kündigte Renfe an, alle Zugeinheiten der Baureihen 450 und 446 ab 2024 durch insgesamt 211 neue Einheiten von Stadler und Alstom zu ersetzen. Ende 2023 gaben beide Hersteller bekannt, die ersten Einheiten für den Betrieb im Jahr 2025 auszuliefern.

## Geschichte

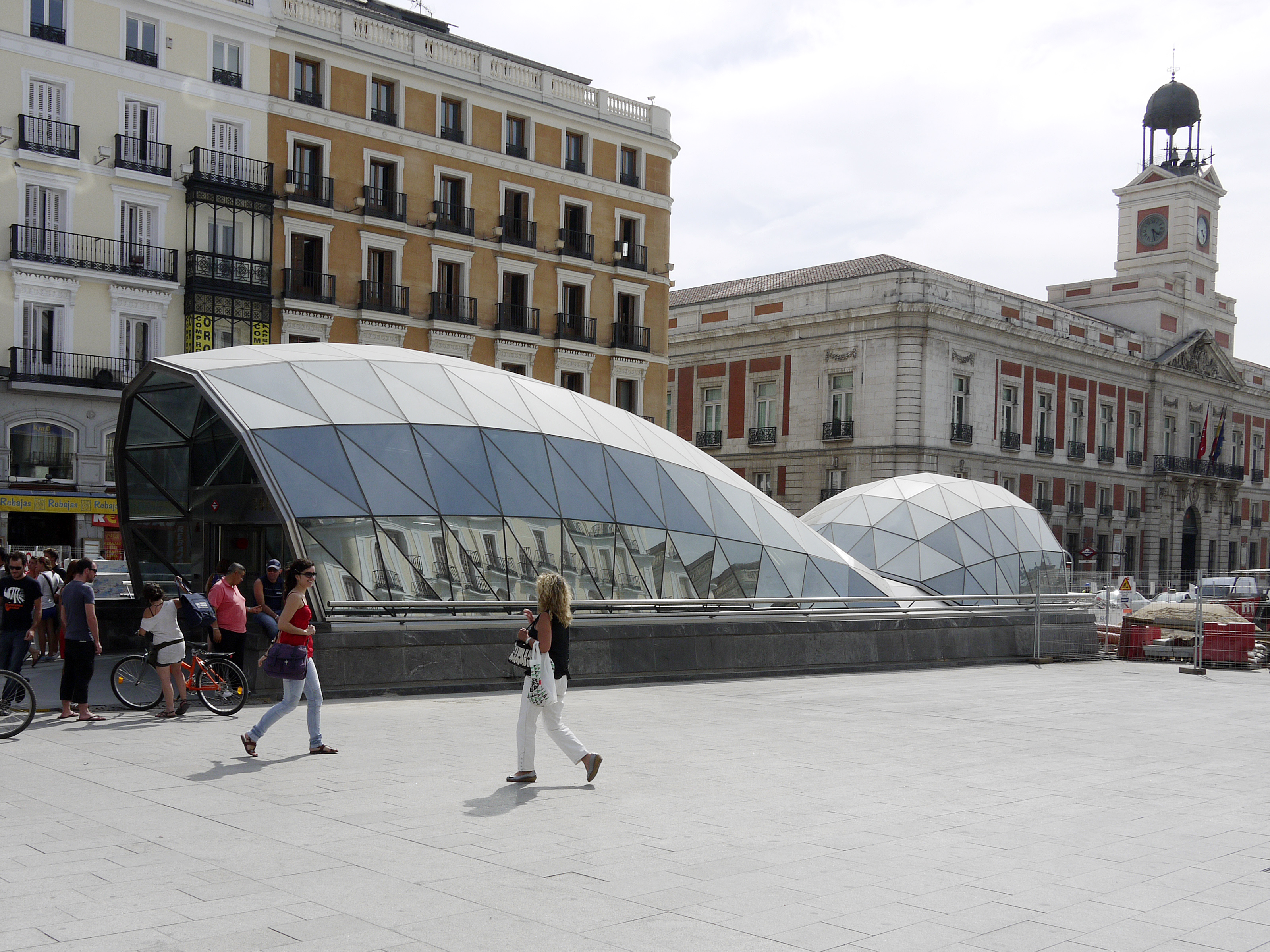
Eingang zur Station auf der Puerta del Sol.

Die erste Eisenbahnstrecke in der Region (die zweite in Spanien) wurde im Jahr 1851 zwischen Madrid und Aranjuez gebaut. Bald dominierten zwei Gesellschaften das spanische Eisenbahnnetz: Die Compañía del Norte betrieb vom Nordbahnhof (Estación del Norte, heute Príncipe Pío) aus die Strecke zur Atlantikküste. Die Gesellschaft Madrid-Zaragoza-Alicante (MZA) betrieb vom Bahnhof Atocha aus die Strecken an die Mittelmeerküste und nach Andalusien. Vom Bahnhof Delicias aus verkehrten die Züge nach Lissabon.
Im Jahr 1941, nach dem Ende des Spanischen Bürgerkriegs, wurden die finanziell angeschlagenen Eisenbahngesellschaften verstaatlicht und in der Gesellschaft Renfe zusammengefasst. Erst in den 1960er Jahren begannen die Städte rund um Madrid stark anzuwachsen. Dies hatte zur Folge, dass die wenigen Vorortlinien ausgebaut werden mussten. 1976 entstand eine Strecke nach Móstoles in spanischer Breitspur, die eine im Jahr 1970 stillgelegte Schmalspurbahn ersetzte. Zu Beginn der 1970er Jahre baute man den Bahnhof Chamartín neu und alle Züge wurden zu den beiden Hauptbahnhöfen umgeleitet: Chamartín für die Züge nach Norden und Nordosten, Atocha für die Züge nach Süden und Westen. Beide Hauptbahnhöfe wurden durch einen Tunnel unter dem Stadtzentrum miteinander verbunden. Wegen der jahrzehntelangen Bauzeit wird dieser Tunnel im Volksmund als „túnel de la risa“ (Tunnel des Gelächters) bezeichnet.
Zu Beginn der 1990er teilte Renfe sein Reisezugangebot in mehrere Geschäftsbereiche auf. Die Madrider Vorortzüge wurden unter dem Namen Cercanías zusammengefasst. Etwa zur gleichen Zeit gab es im Nordwesten ein überdurchschnittliches Wachstum. Renfe benannte den Nordbahnhof in Príncipe Pío um und verband diesen durch eine größtenteils im Schildvortrieb aufgefahrene Tunnelstrecke mit Atocha. Dieses Projekt mit dem Namen „Pasillo Verde“ (grüner Korridor) beinhaltete auch neue Straßen und Wohnbauprojekte und wurde 1997 vollendet. Damit entstand eine Ringstrecke, die von den Zügen der Linie C-7 vollständig befahren wird. Im Jahr 2001 erfolgte die Verlängerung der Linie C1 nach Alcobendas und San Sebastián de los Reyes. 2003 wurde die Linie C7 nach Colmenar Viejo verlängert, 2004 die Linie C5 nach Humanes.
Die Cercanías waren am 11. März 2004 Ziel der Madrider Zuganschläge.
Betroffen waren vier Züge auf der Strecke aus Richtung Guadalajara / Alcalá de Henares. Durch die explodierenden Bomben kamen 191 Menschen ums Leben.
Im Jahr 2008 ging ein zweiter Tunnel zwischen den Hauptbahnhöfen Atocha und Chamartín in Betrieb, der erste war zu diesem Zeitpunkt bereits an seine Kapazitätsgrenze gestoßen. Etwa ein Jahr nach der Eröffnung der neuen Verbindung, auf der die Linien C-3 und C-4 verkehren, wurde die Station Sol unter der im Stadtzentrum gelegenen Puerta del Sol eingeweiht.
Am 22. September 2011 erhielt die Linie C-1 eine neue Streckenführung und verbindet seitdem Príncipe Pío über die beiden Hauptbahnhöfe Atocha und Chamartín mit dem neuen Terminal T4 des Flughafens Madrid-Barajas.
Die Strecken der stark belasteten Linie C-5, die im Stadtgebiet durch zwei lange Tunnel führen und mit dem übrigen Streckennetz nur in den Bahnhöfen Atocha und Villaverde Alto verbunden sind, sind mit linienförmiger Zugbeeinflussung ausgerüstet.
Um die Kapazität zu steigern, wird das Cercanías-Streckennetz mit ETCS Level 2 ausgerüstet. Am 1. März 2012 ging auf der Linie C-4 zunächst ETCS Level 1 in Betrieb. Testfahrten mit ETCS Level 2 erfolgten im gleichen Monat. Erstmals kam ETCS damit in einem europäischen Nahverkehrssystem zum Einsatz. Die Ausrüstung von 190 Gleiskilometern – zwischen Parla, über die Madrider Bahnhöfe Atocha, Sol und Chamartín bis Colmenar Viejo bzw. San Sebastián de los Reyes – kostete mehr als 30 Millionen Euro und wurde vom Verkehrsministerium finanziert. Die Ausrüstung der Fahrzeuge (112 Civia-Triebzüge) kostete 23 Millionen Euro. Testfahrten unter ETCS Level 2 erfolgten Ende März 2012.
ETCS Level 2 mit Automatic Train Operation (ATO) soll im neuen Innenstadttunnel zwischen Atocha und Chamartín zum Einsatz kommen. Der Tunnel wurde 2008 zunächst mit konventioneller Signalisierung und Zugbeeinflussung (ASFA) eröffnet. Invensys Rail wurde mit der Ausrüstung des Tunnels mit ETCS Level 2 beauftragt. ETCS Level 1 soll auf den Außenästen zum Einsatz kommen. Die Entwicklung von ATO wurde aufgrund finanzieller Engpässe zunächst nicht umgesetzt. Ein 2018 vorgelegter Investitionsplan sieht bis 2025 Investitionen von 5,1 Milliarden Euro für Cercanías vor, einschließlich ETCS und einer Festen Fahrbahn im Kern des Netzes.